# Pakůň běloocasý
Pakůň běloocasý, v Africe známý pod názvem gnu (Connochaetes gnou), je velký přežvýkavec obývající travnaté savany Jihoafrické republiky, Namibie a Botswany.

## Popis
- hmotnost: 120–155 kg
- délka těla: 200–210 cm
- délka ocasu: 100 cm
- výška v kohoutku: 110–120 cm

Trup je zbarven černohnědě s purpurovým leskem, Hřbetní hříva a dlouhý ocas, podobný koňskému jsou bílé nebo krémově zbarvené, vousy na čenichu černé. Rohy jsou velmi silné, hákovitého tvaru, směřují dolů, dopředu a vzhůru, takže je má zvíře zdánlivě před očima. Po oblouku mohou rohy měřit až 78 cm. Obě pohlaví jsou si velice podobná, samice jsou menší a mají slabší rohy. Mláďata se rodí bez rohů, mají pískově zbarvenou srst s tmavší kresbou na hlavě.

## Chování
Pakoně běloocasí původně žili ve velkých stádech bez výraznější sociální hierarchie (podobně jako dosud pakůň žíhaný), často společně s kvagami, antilopami skákavými, pštrosy a buvolci pestrými. Dříve pakoně běloocasí pravidelně migrovali za potravou, dnes však většinou žijí na omezených (a často i ohrazených) územích, čímž tuto možnost ztratili. V době říje vytváří samci harémy samic a dočasně obhajují teritorium před případnými soky. V této době jsou velmi agresívní, a to i v zajetí, kde mohou napadnout ošetřovatele i jiná zvířata, chovaná s nimi ve výběhu (v ZOO Dvůr Králové např. zebry). Pakoně běloocasí často předvádějí různé zdánlivě nesmyslné pohyby, připomínající jakýsi tanec, často více zvířat současně. Toto chování bylo pozorováno u obou pohlaví. Jejich "tanec" se skládá ze série výskoků, předstíraných výpadů, točení na místě a zvířata při něm šlehají ocasy. Smysl tohoto chování, které lze pozorovat i v zajetí, dosud není jasný.
Dospělý pakůň běloocasý se ozývá temným, protáhlým bučením, které zní jako "gnu-úú", což dalo zvířeti jméno T'gnu v jazyce domorodých Khoikhoiů, které později ve formě gnou či gnu převzali i běloši.
Mláďata se ozývají naříkavým bečením, podobně jako malá telata domácího skotu.
Jejich přirozenými predátory jsou velké africké šelmy - lev, hyena skvrnitá a pes hyenovitý, případně krokodýl nilský. Levharti a gepardi jsou nebezpeční pouze mláďatům.
Říje pakoní běloocasých probíhá zpravidla v období dešťů, které v jižní Africe odpovídá evropskému jaru. Teritoriální samec si v této době vytváří harém samic, od nichž zuřivě odhání případné soky. Souboje se často odehrávají v kleče na předních končetinách a bývají velmi urputné. Březost samice trvá 8,5 měsíce, pak se narodí jediné mládě. Mládě je již několik minut po narození schopno postavit se na končetiny a o něco později již následovat stádo.

## Ohrožení
Pakůň běloocasý byl dříve považován za škůdce a nevítaného konkurenta domácího skotu. Pro jeho zvědavost ho nebylo těžké zastřelit a již od 18. století byl hromadně vybíjen. Ve volné přírodě tak byl do roku 1900 skoro vyhuben a přežíval pouze na některých soukromých farmách v počtu cca 300 kusů. Chovem v zajetí, reintrodukcí a přísnou ochranou se postupně podařilo populaci obnovit a pakoně vrátit do volnosti a v současnosti je podle Červeného seznamu IUCN klasifikován jako druh závislý na ochraně. Většina pakoní běloocasých v současné době žije v přírodních parcích a rezervacích, někteří na soukromých farmách, kde mohou být i předmětem trofejového lovu. V současnosti se populace pakoně běloocasého odhaduje na 18 000 jedinců.

## V kultuře
Pakůň běloocasý byl patrně předlohou pro bájného tvora jménem Catoblephas. Představy o něm vznikly v období antiky, zřejmě na základě špatného popisu pakoně. Později se rozvinuly zvláště na pozadí středověkých a raně novověkých bestiářů. Měl to být černě zbarvený kopytník, který se živí jedovatými rostlinami. Má proto smrtelně nebezpečný pohled (podobně jako bazilišek), případně jedovatý dech, a proto neustále sklání svou šerednou hlavu.

## Pakůň běloocasý v českých zoo
Pakůň běloocasý není příliš častým chovancem zoologických zahrad. Problémem může být značná agresivita samců vůči lidem i zvířatům ve společných výbězích. V Česku ho chovají zoologické zahrady ZOO Dvůr Králové nad Labem a ZOO Olomouc.